# Maraldy Köli
Maraldy Köli är en saltsjö i Kazakstan.   Den ligger i oblystet Pavlodar, i den nordöstra delen av landet, 400 km öster om huvudstaden Astana. Arean är 53 kvadratkilometer.